# Aimé Millet

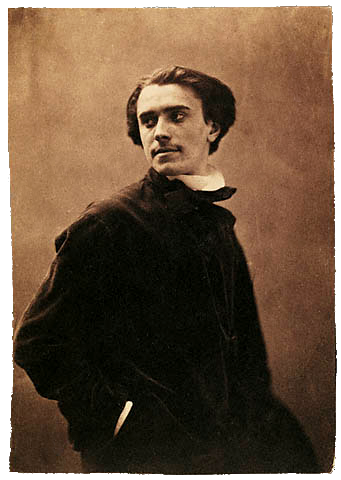
Aimé Millet, Fotografie von Nadar, um 1856–1858

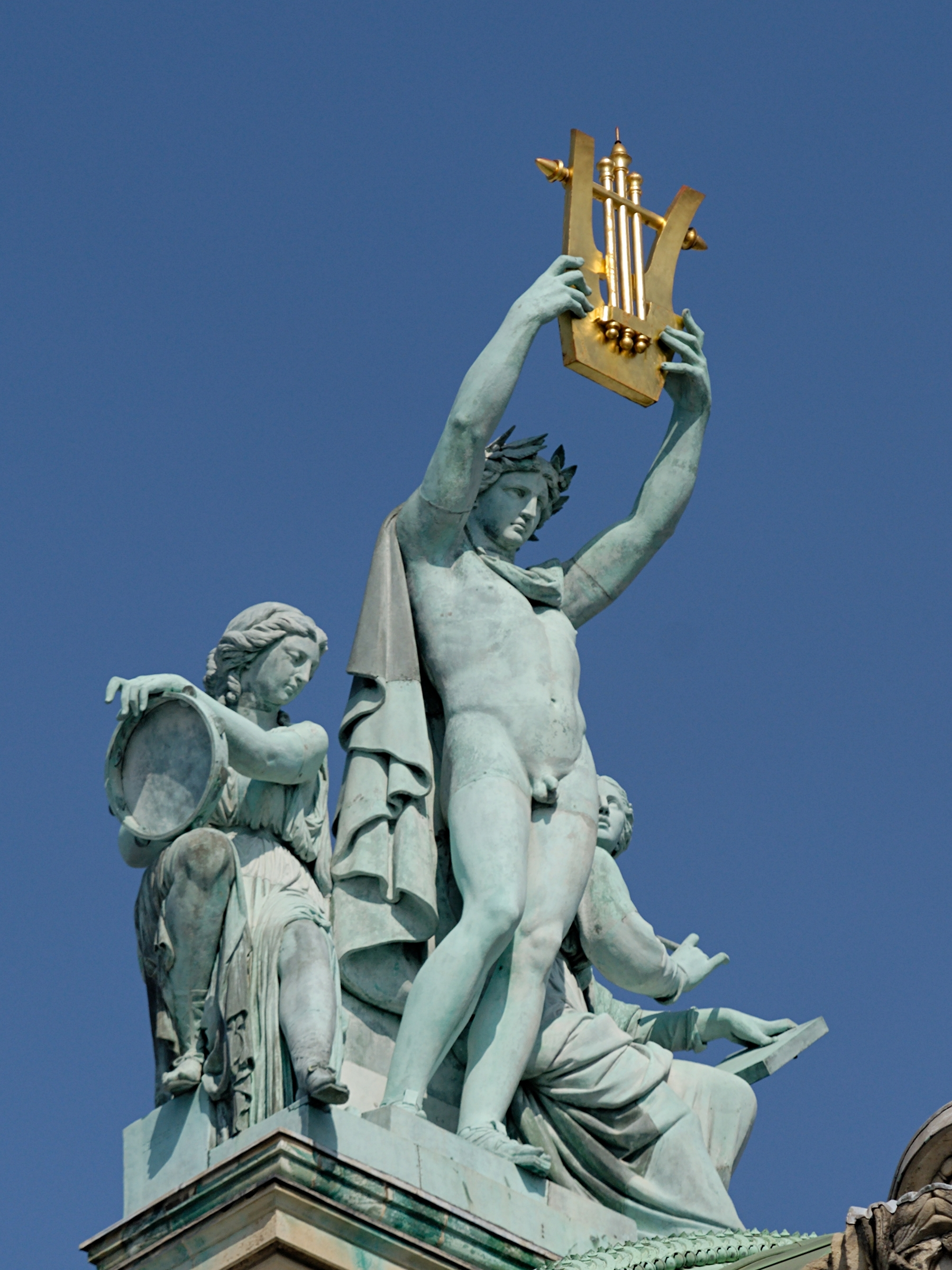
Aimé Millet: Apollon auf dem Dach der Pariser Oper

Aimé Millet (* 28. September 1819 in Paris; † 14. Januar 1891 ebenda) war ein französischer Bildhauer.

## Leben
Millet stammte aus einer Künstlerfamilie: er war der Sohn des Miniaturenmalers Frédéric Millet (1796–1859) und dessen Ehefrau Marie Henriette Rioux. Sein älterer Bruder war der Komponist Émile Millet (1813–1882), dessen Sohn, der Architekt Julian Louis Millet (1856–1923) sein Neffe. Zu Millets Berufskollegen Jean-François Millet bestehen, so weit bekannt, keinerlei familiäre Verbindungen.
Millet besuchte das Collège de Versailles und wechselte später an das L’Institution Morin. Als Schüler an der École royale de dessin wurde er meistenteils vom Antoine Desboefs (1793–1862) unterrichtet. Mit 17 Jahren kam Millet 1836 an die École des Beaux-Arts (EBA). Er befreundete sich dort u. a. mit Pierre Jean David d’Angers und Eugène Viollet-le-Duc, die zeitgleich mit ihm dort studierten.
Seine frühesten Werke entstanden etwa ab 1840/41. Durch einige staatliche Aufträge kam es neben den finanziellen Aspekten schon bald auch zu seinem gesellschaftlichen Durchbruch. 1870 berief man ihn an die École des Arts décoratifs und dieses Amt übte er beinahe zehn Jahre aus.
Mit über 70 Jahren starb Millet am 14. Januar 1891 in Paris und fand seine letzte Ruhestätte am 16. Januar 1891 auf dem Cimetière de Montmartre (Div. 22). Noch im selben Jahr stiftete seine Witwe den Prix Aimé Millet.

## Ehrungen
- 1857 Medaille 1. Klasse (Salon de Paris)
- 1859 Ritter der Ehrenlegion

## Schüler (Auswahl)
| - Jean Baffier (1851–1920) - Henri-Camille Danger (1857–1939) - Georges Gardet (1863–1939) | - Charles Lebayle (1856–1898) - Louis Majorelle (1859–1926) - Berthe Morisot (1841–1895) | - François Pompon (1855–1933) - Félix Rasumny (1869–1940) - Lazare Sohos (1862–1911) |

## Werke (Auswahl)

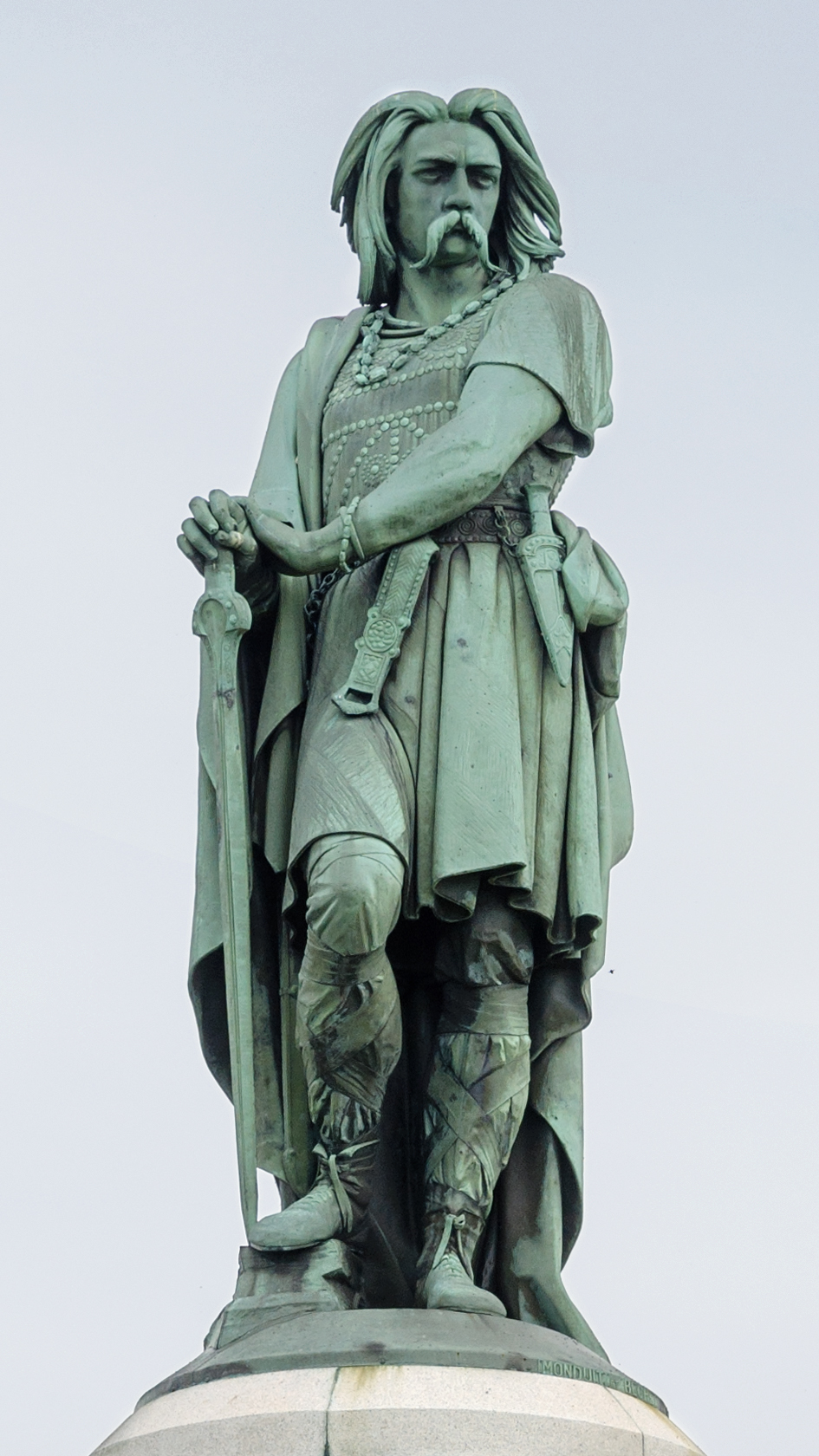
Vercingétorix

- Statue Vercingetorix in Alesia (zusammen mit Eugène Viollet-le-Duc).
- Statue François-René de Chateaubriand für Saint-Malo, Département Ille-et-Vilaine.
- Cassandre se met sous la protection de Pallas für den Jardin des Tuileries. 1877.
- Statue Phidias für den Jardin de Luxembourg. 1887.
- Statuen Apollon, Euterpe und Polyhymnia auf dem Dach der Pariser Oper. 1869/69.
- Allegorische Statue Amérique du Sud für die Weltausstellung in Paris. 1878.